# Brigade M
Brigade M — голландская ультраправая RAC-группа из Сассенхейма.

## История
Команда была основана в 1995 году участниками группы Opel Kadeath, игравшей в стиле хардкор.

## Дискография
- 'Promo' Holland (MCD)
- Boykot McDood (7")
- Diets-Deutsche Kameraden (Сплит с Stromschlag, Schutt и Asche)
- Trouw aan Rood, Wit, Blauw (CD)
- Ode aan de kazerne (7")
- Dutch Hungarian brotherhood (Сплит с Fehér Törvény)
- Nationaal-Revolutionair (CD)
- Nationalrevolutionär (CD)
- National Revolutionary (CD)